# Le Cerneux-Péquignot
Le Cerneux-Péquignot es una comuna suiza del cantón de Neuchâtel, situada en el distrito de Le Locle. Limita al norte con la comuna de Villers-le-Lac (FRA-25), al noreste con Le Locle, al sureste con La Chaux-du-Milieu, al suroeste con La Brévine, y al oeste con Grand'Combe-Châteleu (FRA-25) y Montlebon (FRA-25).
Perteneció al Franco Condado español, hasta su transferencia a Francia en 1678, por el Tratado de París de 1814 pasó a Suiza.